# Чжан Ян'ян
Чжан Ян'ян  (кит.: 张 杨杨, 20 лютого 1989) — китайська веслувальниця, олімпійська чемпіонка.

## Виступи на Олімпіадах
| Олімпіада  | Дисципліна     | Місце |
| ---------- | -------------- | ----- |
| Пекін 2008 | четвірка парна | 1     |